# Anisarchus
Anisarchus is een geslacht van straalvinnige vissen uit de familie van stekelruggen (Stichaeidae). Het geslacht is voor het eerst wetenschappelijk beschreven in 1864 door Gill.

## Soorten
- Anisarchus macrops (Matsubara & Ochiai, 1952)
- Anisarchus medius (Reinhardt, 1837)